# Montel-ruimte
In de functionaalanalyse, een deelgebied van de wiskunde, is een montel-ruimte, vernoemd naar Paul Montel, elke  topologische vectorruimte waarin een analogon van de stelling van Montel opgaat. 
Specifiek is een montel-ruimte een tonvormige topologische vectorruimte waarin iedere gesloten- en begrensde verzameling compact is. Dat wil zeggen dat zij voldoet aan de heine-borel-eigenschap.